# كولن هاميلتون
كولن هاميلتون (بالإنجليزية: Colin Hamilton)‏ (7 مايو 1992 باسكتلندا في المملكة المتحدة - ) هو لاعب كرة قدم بريطاني في مركز الدفاع. لعب مع كوين أوف ساوث ونادي بريتشين سيتي وهارت أوف ميدلوثيان ونادي ستنهاوسموير ونادي ألوا أثليتيك ونادي اربوراث.

## وصلات خارجية
- كولن هاميلتون على موقع قاعدة بيانات كرة القدم.إي يو (الإنجليزية)
- كولن هاميلتون على موقع Soccerbase.com (لاعب) (الإنجليزية)
- كولن هاميلتون على موقع Soccerway.com (الإنجليزية)